# Hemisus microscaphus
Espèce
Statut de conservation UICN

 LC  : Préoccupation mineure
Hemisus microscaphus est une espèce d'amphibiens de la famille des Hemisotidae.

## Répartition
Cette espèce est endémique d'Éthiopie. Elle se rencontre entre 1 400 et 2 700 m d'altitude dans les régions de l'Ouest.

## Publication originale
- Laurent, 1972 : Tentative revision of the genus Hemisus Günther. Annales du Musée Royal de l’Afrique Centrale. Série in Octavo, Sciences Zoologique, vol. 194, p. 1–67.